# Асфальтові породи
Асфальтові породи (рос. асфальтовые породы; англ. asphaltic rocks, bitumen; нім. Asphaltgesteine) — природні утворення, найчастіше пісковики, вапняки, доломіти, які містять у порах або кавернах і тріщинах асфальт. Утворюються за рахунок вивітрювання нафти — втрати нею летких фракцій з одночасним збагаченням залишку смолами і асфальтенами. Вміст асфальту коливається від декількох % до 20%. А.п. розповсюджені на багатьох нафтогазоносних територіях світу.